# 罗马尼亚总工会
罗马尼亚总工会（羅馬尼亞語：Uniunea Generală a Sindicatelor din România，缩写为UGSR）是罗马尼亚的一个工会组织。在社会主义时期，该组织是罗马尼亚共产党领导下的全国工会中心。
1906年8月，罗马尼亚工会总委员会成立。1908年1月，通过《罗马尼亚总工会章程》。1910年，工会参与建立罗马尼亚社会民主党。1923年，罗马尼亚工会运动发生分裂，社会党人控制的工会加入国际工会联合会，而罗马尼亚共产党则建立统一工会总委员会。1935年，罗马尼亚共产党号召统一工会成员加入罗马尼亚社会民主党影响下的劳动总联合会，从而实现工会运动的统一。1944年9月，罗共与社会民主党达成协议，建立统一工会运动组织委员会。1945年1月，统一的工会组织——劳动总联合会成立；1965年5月，该组织改名为罗马尼亚总工会。  
该组织的最高权力机构为全国代表大会，每五年召开一次。中央领导机构包括工会中央理事会及其执行委员会，另设有由11人组成的执行局。1989年，其下属组织包括13个产业工会和15.9万个基层工会组织，会员总数超过700万人，占职工总数的94.2%。机关刊物为《劳动报》。  
该组织是世界工会联合会的成员，与125个国家的524个工会组织建立了联系，主张各国工人和工会相互尊重，互不干涉内部事务，并独立自主地制定自身的方针政策。  
1989年12月25日，罗马尼亚政权更迭后，该组织被解散，其财产遭没收，其主要领导人被逮捕。
2010年2月9日，该组织重建；同年4月12日，布加勒斯特法庭特别登记册正式登记该组织。